# Індивідуальний маркетинг
Індивідуальний маркетинг  — це розробка окремих маркетингових комплексів щодо реалізації товарів і послуг для кожного окремого споживача.
Індивідуальний маркетинг зараз набуває широкого розвитку, коли йдеться про надання послуг. Саме тоді зростає значення адресного підходу до кожного клієнта.
Маркетинг, орієнтований на споживача — принцип поінформованого маркетингу, згідно з яким компанія має вести свою маркетингову діяльність і організовувати її з погляду споживача.